# فابيان سافيدرا
فابيان سافيدرا (بالإسبانية: Fabián Saavedra)‏ (27 يناير 1992 بتشيلي - ) هو لاعب كرة قدم تشيلي في مركز الهجوم. لعب مع يونيون إسبانيولا ونادي كوبريسال.

## وصلات خارجية
- فابيان سافيدرا على موقع قاعدة بيانات كرة القدم.إي يو (الإنجليزية)
- فابيان سافيدرا على موقع Soccerway.com (الإنجليزية)
- فابيان سافيدرا على موقع AS.com (الإسبانية)